# نینا آرسنو
نینا آرسنو (به انگلیسی: Nina Arsenault) (زادهٔ ۲۰ ژانویه ۱۹۷۴، انتاریو) هنرمند اجراکننده و نویسنده کارمزدی اهل کانادا است.